# Tripogon pungens
Tripogon pungens är en gräsart som beskrevs av Cecil Ernest Claude Fischer. Tripogon pungens ingår i släktet Tripogon och familjen gräs. Inga underarter finns listade i Catalogue of Life.